# Sime Darby FC
El Sime Darby FC es un equipo de fútbol de Malasia que juega en la Primera División KLFA, una de las ligas regionales que conforman la quinta división de fútbol del país.

## Historia
Fue fundado el 22 de enero de 2010 en Selangor como el equipo representante de la Sime Darby Berhad, uno de los más grandes conglomerados multinacionales en Malasia. En su primera temporada ganaron la Liga FAM de manera invicta, con lo que lograron el ascenso a la Liga Premier de Malasia para 2011.
En ese año terminaron en quinto lugar entre 12 equipos, donde clasificaron por primera vez a la Copa de Malasia para 2012. En 2012 fueron el primer equipo de la Liga Premier de Malasia en alcanzar la final de la Copa FA de Malasia donde perdieron 0-1 ante el Kelantan FC.
En 2013 llegan a cuartos de final de la Copa de Malasia y terminan en segundo lugar en la Liga Premier de Malasia, con lo que logran el ascenso a la Superliga de Malasia por primera vez, liga en la que permanecieron por dos temporada luego de descender en la temporada 2015 al terminar en último lugar.
En 2016 desciende de la Liga Premier de Malasia a la Liga FAM, surgiendo rumores de la desaparición del club, pero participaron en la tercera división en 2017 con un presupuesto limitado, ganando el título y obteniendo el derecho de jugar en la Liga Premier de Malasia en 2018, pero días después de la final anunciaron que renunciaban a jugar en la Liga Premier de Malasia y pasaría a ser un equipo aficionado enfocándose en el desarrollo de jugadores jóvenes.

## Palmarés
- Liga FAM (2): 2010, 2017

## Equipos Afiliados
- UKM FC